# Heike Schweitzer
Heike Schweitzer (* 9. April 1968; † 11. Juni 2024) war eine deutsche Juristin und Professorin an der Humboldt-Universität zu Berlin.

## Leben
Schweitzer studierte mit einem Stipendium der Studienstiftung des deutschen Volkes Rechtswissenschaften an der Albert-Ludwigs-Universität Freiburg und erlangte im Jahr 1994 ihr erstes Staatsexamen. Nach dem Referendariat in Hamburg erlangte sie 1996 ihr zweites Staatsexamen. Anschließend war sie von 1996 bis 1999 wissenschaftliche Assistentin am Max-Planck-Institut. Im Jahr 1998 hatte sie zum einen mithilfe eines Stipendiums der Hague Academy einen Forschungsaufenthalt an der Hague Academy of International Law und zum anderen mithilfe eines Forschungsstipendiums des DAAD einen Forschungsaufenthalt an der Universität Panthéon-Assas. Von 1999 bis 2000 absolvierte Schweitzer mithilfe eines Stipendiums des DAAD ein Masterstudium an der Yale Law School und erlangte den akademischen Grad eines LL.M. Im Mai 2001 erfolgte die Promotion an der Universität Hamburg, welche mit der Otto-Hahn-Medaille der Max-Planck-Gesellschaft ausgezeichnet wurde.
Anschließend war sie Referentin am Max-Planck-Institut für ausländisches und internationales Privatrecht in Hamburg. Von 2000 bis 2002 arbeitete sie an Mestmäcker/Schweitzer, Europäisches Wettbewerbsrecht, 2. Aufl. 2004. Von 2003 bis 2004 hatte sie ein Postdoktoranden-Stelle am Graduiertenkolleg für Law & Economics an der Universität Hamburg und war anschließend von 2004 bis 2006 Hochschulassistentin an der Universität Hamburg am Institut für Recht und Ökonomik und arbeitete im Erasmus Mundus LL.M.-Programm for Law & Economics mit. Von 2005 bis 2006 war Schweitzer John M. Olin Research Fellow am Center for Law and Economic Studies der Columbia University in New York und arbeitete am Forschungsprojekt Das Privatrecht des Unternehmenserwerbs und des Erwerbs unternehmerischer Kontrolle mit. Ab 2006 war sie Professorin am European University Institute (EUI) und hatte zum einen Chair for Competition Law und zum anderen einen Joint Chair mit dem Robert Schuman Center for Advanced Studies inne. Ab 2010 war sie Inhaberin des Lehrstuhls für Bürgerliches Recht mit Schwerpunkt Kartellrecht an der Universität Mannheim.
Von März 2014 bis März 2018 war Schweitzer Inhaberin des Lehrstuhls für Bürgerliches Recht, Wettbewerbs- und Regulierungsrecht an der Freien Universität Berlin. Zum 1. April 2018 folgte sie einem Ruf an die Humboldt-Universität zu Berlin. Von April 2018 bis März 2019 war Heike Schweitzer ferner als Sonderberaterin der EU-Kommissarin für Wettbewerb, Margrethe Vestager, für wettbewerbspolitische Fragen im Kontext der Digitalisierung tätig.

## Forschungsschwerpunkte und Mitgliedschaften
Schweitzers Forschungsschwerpunkte lagen im Kartellrecht, Bürgerlichen Recht und Europäischen Wirtschaftsrecht. Ab Januar 2014 war sie Mitglied des Kronberger Kreises, des wissenschaftlichen Beirats der Stiftung Marktwirtschaft.
Im Rahmen der elften Jahrestagung der Academic Society for Competition Law (Ascola) wurde sie 2016 zur stellvertretenden Vorsitzenden gewählt. 2020 wurde sie zum Mitglied der Academia Europaea gewählt.